# IOK-1
IOK-1 هي مجرة بعيدة جدا عنا رصده خلف كوكبة الهلبة، واعتبرت وقت اكتشافها في عام 2006 أقدم المجرات وأبعدها عنا، حيث يبلغ انزياحها الأحمر 6.96 .
أكتشفها العالم الفلكي الياباني «ماسانوري إيي» من المرصد الفلكي الوطني الياباني مستخدما تلسكوب سوبارو المبني في هاواي، حيث رصدت على هيئتها التي كانت عليها قبل نحو 88و12 مليار سنة (هذا هو الوقت الذي يحتاجه شعاع الضوء الذي صدر منها حتى يصلنا). يبلغ الانزياح الأحمر لشعاع لايمان-ألفا الصادر منها z=6,96 مما يعني أنها نشأت نحو 759 مليون سنة بعد نشأة الكون بالإنفجار العظيم. وقد عارض بعض العلماء وقت اكتشافها على أنها أبعد المجرات عنا، إذ كانو يعتبرون المجرة Abell 1835 IR1916 أبعد منها وبالتالي أقدم منها، ولكن ثبت بالتمحيص في عمر IOK-1 وتكوينها بأنها هي الأقدم آنذاك .
يرجع أسم المجرة IOK-1 إلى اسم مكتشفها باختيار أول الحروف من اسمه Iye وOta وKashikawa.